# عین قانا
عین قانا (به عربی: عین قانا)، شهری در استان نبطیه در جنوب لبنان است.
این شهر در ارتفاع ۶۸۰ متری از سطح دریا واقع شده‌است و مساحتش برابر با ۶۳۰ هکتار است و جمعیت آن در حدود  ۵۵۸۵ نفر می‌باشد. کسب‌وکار در این شهر اغلب کشاورزی است.